# 988自杀防治热线
988自杀防治热线（英語：988 Suicide and Crisis Lifeline），原名国家自杀防治热线（英語：National Suicide Prevention Lifeline，或译为全国自杀预防热线），是美国的一个自杀预防热线，由160多个危机中心组成，使用9-8-8免费号码提供24/7全天候服务。任何有自杀意图的人或被情绪困扰的人都可以使用它。来电者将被转至最近的危机中心，以接受即时咨询和当地心理健康转介。该热线为意图自杀者（或关心者）提供支持。

## 历史
国家自杀防治热线是国家自杀预防倡议的一个分支，该倡议是一项旨在遏制自杀现象的多项目计划，项目由药物滥用和心理健康服务管理局心理健康服务中心领导。
2004年7月，药物滥用和心理健康服务管理局刊出资金可用性通知，作为其国家自杀预防倡议的一部分。为了履行药物滥用和心理健康服务管理局推进国家自杀预防战略目标的职责，资金可用性通知呼吁非营利组织建议调用免费电话号码和网站来扩大、强化和维护自杀预防服务，确保有需要的人可以得到适当的建议。
2004年9月，纽约市心理健康协会被指定为由联邦政府资助的危机中心，并将该计划定名为国家自杀防治热线。
2004年12月，卫生与公众服务部下辖药物滥用和心理健康服务管理局正式建立“国家自杀防治热线”。
谷歌、必应、雅虎和Ask.com以及大多数社交媒体服务都会将自杀相关的搜索结果的第一条设为国家自杀防治热线的链接和电话号码，例如“如何系绳索”或“我想死”。
2017年4月，美国说唱歌手Logic为他的第三张专辑《Everybody》配上了由加拿大歌手艾莉希亞·卡拉和美国歌手哈立德演唱的“1-800-273-8255”——即国家自杀防治热线的号码。歌曲发行当日，防治热线的拨打量创下新高；防治热线的脸书页面当日的访问量也达到了平日的三倍，其网站报告称“2017年5月的用户数量比上个月增加了17%”。制作这首歌是为了让人们了解危机热线以及自杀相关问题。这首歌在2017年MTV音乐录影带大奖上亮相当晚，拨打防治热线的人数较平日增加五成。多个危机中心的许多呼叫者皆有提及Logic的歌曲，其中三分之一的呼叫者意图抑制自杀想法。这首歌在第60届格莱美颁奖典礼上演出，以向去年自杀身亡的联合公园歌手切斯特·本宁顿致敬。
2018年的《全国自杀热线改进法案》要求联邦通信委员会和其他机构考虑为热线指配一个三位数号码。2019年8月15日，联邦通信委员会工作人员建议委员会以988为新热线号码。2019年12月12日，委员会批准了一项拟议规则，开始就相关事宜进行全民讨论及最后决定程序。该规则于2020年7月16日在联邦通信委员会以5比0的压倒性优势通过。该规则要求电信运营商在2022年7月16日之前将988链接到既有1-800-273-8255。这提供了足够的时间来扩展人员和培训以处理预期的呼叫量。使用七位数拨号和以988开头的号码的地区必须转用十位数拨号或弃用988前缀；选择前者的电信用户必须在2021年10月24日前完成号码变更。
2020年10月17日，《国家自杀热线指定法案》颁布以支持热线的营运。残疾倡导者呼吁公平，呼吁联邦通信委员会为听障人士和语言障碍者提供text-to-988 服务。次月20日，T-Mobile率先将988连入自杀防治专线。
加拿大广播电视和通讯委员会建议在加拿大设置类似号码，其中988最有可能中选。如果选择988，最后四个七位数拨号区号和以988开头的号码（如506、709、807和867）必须转用十位数拨号系统。
马萨诸塞州官员要求联邦通信委员会将呼叫路由的基础从手机号码的区号更改为物理位置。

## 退伍军人专线
2007年6月，退伍军人事务部与药物滥用和心理健康服务管理局、国家自杀预防生命线合作，提供退伍军人热线，帮助退伍军人疏解情绪。自称是美国退伍军人的来电者会被转接到专门的退伍军人热线。该服务可满足退伍军人特定的心理健康需求，并帮助将退伍军人的电话转接到退伍军人医疗保健系统。除热线外，退伍军人热线还通过向838255发短信提供短信服务，以及为计划使用该专线的用户聊天。